# هایس‌داینن
هایس‌داینن (به هلندی: Huisduinen) یک منطقهٔ مسکونی در هلند است که در دن هلدر واقع شده‌است. هایس‌داینن ۵۱۳ نفر جمعیت دارد و ۰ متر بالاتر از سطح دریا واقع شده‌است.